# 油麻镇
油麻镇，是中华人民共和国广西壮族自治区贵港市桂平市下辖的一个乡镇级行政单位。

## 行政区划
油麻镇下辖以下地区：
石罗村、罗蓝村、有理村、上村、陈冲村、谢余村、上余村、六平村、尚运村、北佛村、郑村、油麻村、大中村、安平村、勒竹村、西亭村、台垌村和梅林村。